# Stymphalus dilatatus
Stymphalus dilatatus là một loài chân đều trong họ Ligiidae. Loài này được Perty miêu tả khoa học năm 1833.